# The House with the Golden Windows
The House with the Golden Windows (també apareix titulada com The House of the Golden Windows) és una pel·lícula muda dirigida per George Melford a partir d’una història de L. V. Jefferson adaptada per Charles Sarver. Protagonitzada per Wallace Reid i Cleo Ridgely, la pel·lícula, de 4 bobines, es va estrenar el 3 d’agost de 1916. Es considera una pel·lícula perduda.(REF4 )

## Argument
Sue Wells està casada amb Tom, que treballa com a vaquer al ranxo Peabody. Està farta de ser pobre i de viure a l'ombra de la mansió del senyor i la senyora James Peabody. Quan un cuidador ordena que el seu nen petit, Billy, surti d'una pastura on està jugant, Peabody es disculpa cedint la pastura a Sue, i ella no diu res sobre haver trobat petroli allà. Aleshores, després que els Peabody marxen a l'est per unes llargues vacances, Sue i Tom porten a terme un pla de xecs fraudulents per aprofitar una llacuna en el contracte d'arrendament dels Peabody. Com a resultat que es converteixen en els propietaris de la finca. Viure a la mansió, però, no aconsegueix de fer feliç a Sue. Quan James Peabody torna i descobreix el que han fet ella i el seu marit, mata en Tom. Quan també és a punt d'assassinar Sue ella es desperta i s'adona que tot plegat només ha estat un somni. James arriba moments després i anuncia que ha decidit nomenar Tom com a supervisor de la finca. Afegeix que el petroli de la pastura s'hi va vessar accidentalment des d'un barril. Sue se sent alleujada d'haver estat alliberada de les preocupacions de diners.

## Repartiment
- Wallace Reid (Tom Wells)
- Cleo Ridgely (Sue Wells)
- Billy Jacobs (Billy Wells)
- James Neill (James Peabody)
- Mabel Van Buren (Mrs. Peabody)
- Marjorie Daw (una fada)
- Bob Fleming (supervisor de Peabody)